# Giro dell'Appennino 2012
Il Giro dell'Appennino 2012, settantatreesima edizione della corsa, si è svolto il 15 aprile 2012, per un percorso totale di 194,5 km. La vittoria è stata appannaggio dell'italiano Fabio Felline che ha terminato la gara in 4h50'47".

## Percorso
Eseguito il ritrovo al "Serravalle Designer Outlet", la partenza avvenne da Novi Ligure di fronte al Museo dei Campionissimi (Costante Girardengo e Fausto Coppi). La corsa prevedeva sette GPM e tre traguardi volanti. Dopo il Passo della Castagnola, un primo passaggio sul Passo dei Giovi, la Crocetta d'Orero e un ulteriore scollinamento del "Giovi", la corsa affrontò la sempre decisiva ascesa del Passo della Bocchetta. Dalla sommità mancavano 55 km all'arrivo nel corso dei quali erano da affrontare nuovamente il Passo della Castagnola e il Passo dei Giovi rispettivamente a 40 e a 30 km dall'arrivo. Come nell'edizione del 2011, il Giro dell'Appennino si concluse al traguardo posto a Genova in Via XX Settembre.

## Squadre e corridori partecipanti
| N.    | Cod. | Squadra                      |
| ----- | ---- | ---------------------------- |
| 1-8   | LAM  | Lampre-ISD                   |
| 11-18 | AND  | Androni Giocattoli-Venezuela |
| 21-28 | LIQ  | Liquigas-Cannondale          |
| 31-37 | ASA  | Acqua e Sapone               |
| 41-48 | COG  | Colnago-CSF Inox             |
| 51-58 | UNA  | Utensilnord-Named            |
| 61-68 | COL  | Colombia-Coldeportes         |
| 71-78 | APP  | Team NetApp                  |
| 81-87 | SPI  | Team SpiderTech              |
| 91-98 | UHC  | UnitedHealthcare             |

| N.      | Cod. | Squadra               |
| ------- | ---- | --------------------- |
| 101-107 | TT1  | Team Type 1-Sanofi    |
| 111-118 | CSS  | Champion System       |
| 121-128 | IDE  | Team Idea             |
| 131-138 | ADR  | Adria Mobil           |
| 141-148 | ARH  | Atlas Personal-Jakroo |
| 151-158 | MKT  | Meridiana-Kamen Team  |
| 161-168 | PPO  | Team Nippo            |
| 171-178 | AMO  | Amore & Vita          |
| 181-188 | WSA  | WSA-Viperbike         |

## Ordine d'arrivo (Top 10)
| Pos. | Corridore          | Squadra       | Tempo    |
| ---- | ------------------ | ------------- | -------- |
| 1    | Fabio Felline      | Androni Gioc. | 4h50'47" |
| 2    | Gianluca Brambilla | Colnago       | s.t.     |
| 3    | Francesco Reda     | Acqua & Sap.  | s.t.     |
| 4    | Eros Capecchi      | Liquigas      | s.t.     |
| 5    | Matthias Brändle   | Team NetApp   | s.t.     |
| 6    | Michele Scarponi   | Lampre-ISD    | s.t.     |
| 7    | Kristijan Ðurasek  | Adria Mobil   | s.t.     |
| 8    | Radoslav Rogina    | Adria Mobil   | s.t.     |
| 9    | Przemysław Niemiec | Lampre-ISD    | s.t.     |
| 10   | José Rujano        | Androni Gioc. | s.t.     |